# Babice (Třebíči járás)
Babice település Csehországban, a Třebíči járásban. Babice Šebkovice, Čáslavice, Cidlina, Dolní Lažany, Loukovice és Lesonice településekkel határos. Lakosainak száma 209 fő (2024. január 1.).

## Népesség
A település lakosságának változását az alábbi diagram mutatja:
| Lakosok száma | 383  | 453  | 428  | 319  | 256  | 191  | 202  | 196  | 186  | 209  |
|               | 1869 | 1900 | 1921 | 1961 | 1980 | 2011 | 2016 | 2019 | 2021 | 2024 |